# Pancorius nyingchi
Espèce
Pancorius nyingchi est une espèce d'araignées aranéomorphes de la famille des Salticidae.

## Distribution
Cette espèce est endémique du Tibet en Chine,. Elle se rencontre dans les xians de Zayü, de Bomi et de Mêdog.

## Description
Le mâle holotype mesure 6,30 mm et la femelle paratype 6,84 mm.

## Systématique et taxinomie
Cette espèce a été décrite par Wang, Mi et Li en 2024.

## Étymologie
Son nom d'espèce lui a été donné en référence au lieu de sa découverte, Nyingchi.

## Publication originale
- Wang, Mi & Li, 2024 : « Eleven species of jumping spiders from Sichuan, Xizang, and Yunnan, China (Araneae, Salticidae). » ZooKeys, vol. 1192, p. 141-178 (texte intégral).